# Graafschap Sicilië
Het graafschap Sicilië was een Normandische staat op de eilanden Sicilië en Malta van 1071 tot 1130. Het graafschap ontstond tijdens de christelijke verovering van het emiraat Sicilië tussen 1061 en 1091. Sicilië was destijds verdeeld in drie regio's, Val di Mazara, Val Demone en Val di Noto.
Het graafschap is gesticht door Robert Guiscard in 1071 voor zijn jongere broer Rogier van Hauteville. Guiscard had in 1059 de titel hertog van Sicilië (dux Siciliae) ontvangen van paus Nicolaas II om hem aan te moedigen om Sicilië op de moslims te veroveren. In 1061 vond met de verovering van Messina de eerste Normandische verovering plaats. Na de val van Palermo in 1071 gaf Guiscard de titel graaf van Sicilië aan Rogier. De oorlog tegen de moslims zou zich hierna nog twintig jaar voortzetten en het laatste moslimbolwerk, Noto, viel in februari 1091. Malta werd later dat jaar veroverd, maar het Arabische bestuur werd pas in 1127 vervangen door een Normandisch bestuur.
Na de dood van Willem II van Apulië in 1127, die Rogier II van Sicilië had aangewezen als zijn erfgenaam, werden het hertogdom Apulië en Calabrië en het graafschap Sicilië verenigd onder Rogiers heerschappij. Op 25 december 1130 werd Rogier II door tegenpaus Anacletus II gekroond tot koning van Sicilië.

## Lijst van graven

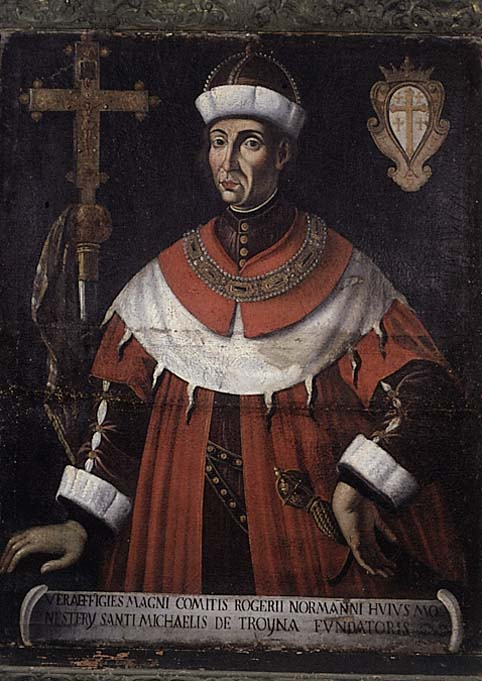
Rogier I 1071-1101
Simon 1101-1105
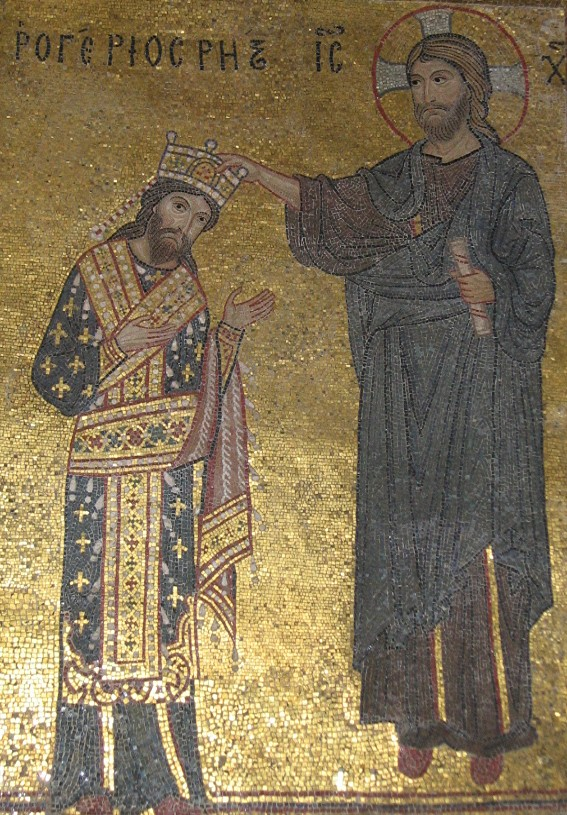
Rogier II 1105-1130